# Scheiber Miklós
Scheiber Miklós, született Scheiber Mór Miklós, névváltozat: Suba Miklós (Szatmárnémeti, 1880. április 1. – Manhattan, New York, 1944. július 20.) magyar építész.

## Élete
Scheiber Ferenc és Blum Róza fiaként született. 1902-ben szerzett oklevelet a budapesti Műegyetemen. Rövid ideig Málnai Bélával dolgozott, majd 1907-ben Földes Edével társult. Az első világháború lezárását követően az Amerikai Egyesült Államokban kapott munkát. Részt vett a Sváb Gyula-féle iskolaépítési programban, ennek keretében több vidéki iskolát tervezett. 1913. április 3-án Budapesten feleségül vette Edwards Mayt.
Tagja volt a Magyar Művészi Munka Társaságnak.
Irodalmi tevékenységet is folytatott, Régi budai házak című írása A Ház című folyóiratban jelent meg 1909-ben.

## Ismert épületei

### Önállóan tervezett épületek
- 1910-es évek: elemi iskola, Siklód[4] (épült a Sváb Gyula-féle iskolaépítési program keretében)
- 1910-es évek: elemi iskola, Tyukod[4] (épült a Sváb Gyula-féle iskolaépítési program keretében)
- 1910-es évek: elemi iskola, Bottyán[4] (épült a Sváb Gyula-féle iskolaépítési program keretében)

### Tervben maradt, önállóan tervezett épületek
- 1906: Vigadó, Nagybánya (Málnai Bélával)[3]
- 1908: Városi közkórház, Nagybánya (Podhreszky Gyulával)[3]
- 1916: „Isten kardja” első világháborús hősi emlékmű, Budapest[3][7]
- 1918: családi ház, Gyöngyös (I. díj)[3][8][9]

### Földes Edével tervezett épületek
- 1907: Állami Ipariskola, Szatmárnémeti[10]
- 1907/1908–1910: Állami tanítóképezde, Léva[3][11][12]
- 1910: Szent Péter konviktus, Szatmár[3]
- 1910 k.: Városi bérházak, Szatmár[3]
- 1911–1912: Weszelovszky-bérház, Szatmárnémeti, Strada Păstrăvului 2.[13]
- 1911: Posta- és Adóhivatal, Ipolyság[3]
- 1913: Színház, Nagybecskerek[3]

### Tervben maradt, Földes Edével tervezett épületek
- 1907: Ipari iskola, Szatmárnémeti[14][3]
- 1912: Budai zsinagóga, Budapest, Krisztina körút–Széll Kálmán tér[15]

### Egyéb munkái
- 1919: Nagykörút ünnepi díszítése május 1-i ünnepségre (Málnai Bélával és Medgyes Alajossal)[3]

## Egyéb irodalom
- Földes Ede és Scheiber Miklós épületei In: Modern Művészet IV. évf. 1911. 9-10. sz.
- Gottdank Tibor: A magyar zsidó építőművészek öröksége – Lajtán innen és Lajtán túl, K.u.K. Kiadó, Budapest, 2018